# T Bone Burnett

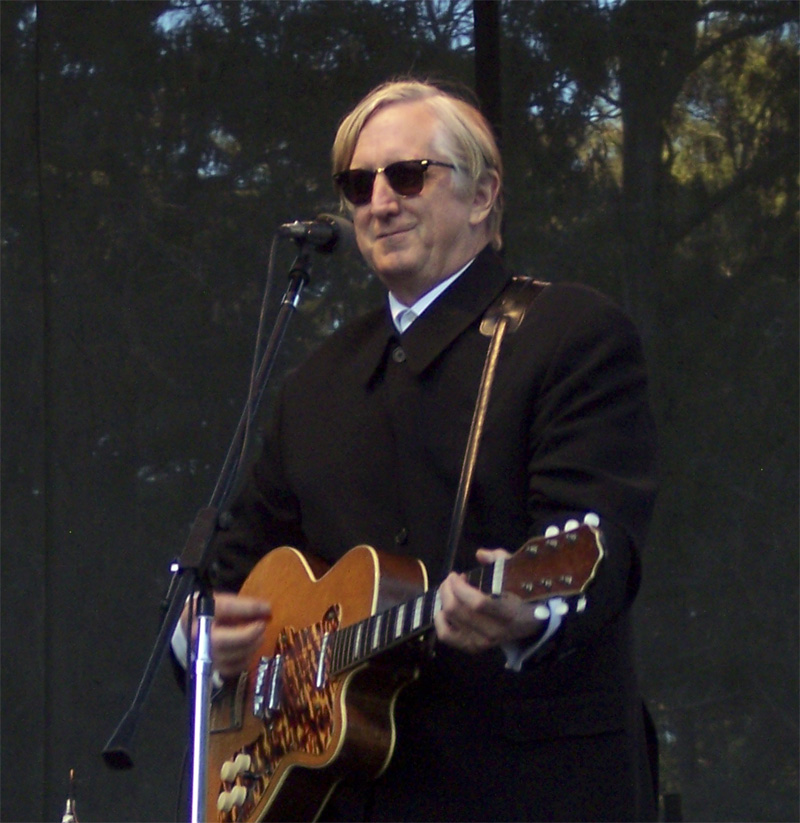
T Bone Burnett in 2007

Joseph Henry "T Bone" Burnett III (St. Louis, 14 januari 1948) is een Amerikaans muziekproducent, muzikant en songwriter. 
Burnett groeide op in Fort Worth (Texas) en begon daar in 1965 met het opnemen van muziek. Hij speelde midden jaren 70 gitaar in de begeleidingsband van Bob Dylan tijdens diens Rolling Thunder Revue. Nadat die tournee eindigde startte hij met David Mansfield en Steven Soles, twee andere leden van Dylans band, The Alpha Band die drie albums uitbracht. In 1980 bracht Burnett zijn eerste solo-album uit, Truth Decay.
Als producent werkte Burnett met onder anderen Roy Orbison, Lisa Marie Presley, John Mellencamp, Los Lobos, Counting Crows, Elton John en Leon Russell, BoDeans, Elvis Costello, Diana Krall, M2M, Natalie Merchant en The Wallflowers. Voor de soundtrack van de film O Brother, Where Art Thou? won Burnett een  Grammy Award, net als voor zijn werk met Alison Krauss en Robert Plant. In totaal wist hij deze prijs dertienmaal in de wacht te slepen.

## Discografie
| Project                                                                        | Jaar |
| ------------------------------------------------------------------------------ | ---- |
| The Other Side                                                                 | 2024 |
| The Invisible Light: Spells                                                    | 2022 |
| The Invisible Light: Acoustic Space                                            | 2019 |
| A Place at the Table                                                           | 2013 |
| T-Bone Burnett Presents The Speaking Clock Revue: Live from the Beacon Theatre | 2011 |
| Tooth of Crime                                                                 | 2008 |
| Twenty Twenty – The Essential T-Bone Burnett                                   | 2006 |
| The True False Identity                                                        | 2006 |
| The Criminal Under My Own Hat                                                  | 1992 |
| The Talking Animals                                                            | 1987 |
| T-Bone Burnett                                                                 | 1986 |
| Behind the Trap Door (EP)                                                      | 1984 |
| Proof Through the Night                                                        | 1983 |
| Trap Door (EP)                                                                 | 1982 |
| Truth Decay                                                                    | 1980 |